# Babella caelatior
Babella caelatior is een slakkensoort uit de familie van de Pyramidellidae. De wetenschappelijke naam van de soort werd in 1906 voor het eerst geldig gepubliceerd door William Healey Dall en Paul Bartsch.